# Liste der Naturdenkmäler in Fernwald
Die Liste der Naturdenkmäler in Fernwald nennt die auf dem Gebiet der Gemeinde Fernwald gelegenen Naturdenkmäler. Sie sind nach dem Hessischen Gesetz über Naturschutz und Landschaftspflege ^(Hessisches Naturschutzgesetz – HAGBNatSchG) § 12 geschützt und bei der unteren Naturschutzbehörde des Landkreises Gießen (Fachdienst 72 Naturschutz) eingetragen.
| Bild                          | Bezeichnung                             | Ortsteil, Lage                                                 | Beschreibung | Art          | Nr.   |
| ----------------------------- | --------------------------------------- | -------------------------------------------------------------- | --- | ------------ | ----- |
| mehr Fotos \| Fotos hochladen | Linde auf der Platte                    | Annerod, Auf der Platte 50° 34′ 43,1″ N, 8° 45′ 4,1″ O         | Winter-Linde in der Straße ‚Auf der Platte‘ zwischen niedrigen Flachbauten. Höhe 19 m, Umfang 250 cm. | Winter-Linde | ND 35 |
| mehr Fotos \| Fotos hochladen | Winterlinde am Ziegenberg bei Steinbach | Steinbach, Gemarkung Steinbach 50° 33′ 19,4″ N, 8° 45′ 7,9″ O  | Winter-Linde am Waldrand zwischen Nadelbäumen. Alter etwa 200 Jahre, Umfang ca. 350 cm, Größe 16 m. ND seit 2000.                                                                                        | Winter-Linde | ND 52 |
| mehr Fotos \| Fotos hochladen | Winterlinde auf der Helgenwiese         | Steinbach, Gemarkung Steinbach 50° 32′ 43,3″ N, 8° 47′ 8,2″ O  | Winter-Linde an einer Wegebiegung auf einer Anhöhe südlich von Steinbach. Schutzgrund: naturgeschichtliche Eigenarten. ND seit 2012, Höhe 25 m, Umfang 360 cm.                                           | Winter-Linde | ND 57 |
| mehr Fotos \| Fotos hochladen | Lutherlinde vor der Roterde             | Albach, Gemarkung Albach 50° 33′ 42″ N, 8° 47′ 46,3″ O         | Winter-Linde rechts vor dem Wasserhäuschen. Am 10. November 1833 anlässlich des 400. Geburtstags Luthers gepflanzt. Schutzgrund: landeskundliche Eigenarten. ND seit 2012, Höhe 26 m, Umfang 325 cm.     | Winter-Linde | ND 59 |
| mehr Fotos \| Fotos hochladen | Freiheitsbuche vor der Roterde          | Albach, Gemarkung Albach 50° 33′ 42,3″ N, 8° 47′ 46,4″ O       | Rot-Buche links vor dem Wasserhäuschen. 1913 anlässlich der hundertjährigen Wiederkehr des Befreiungskrieges gepflanzt. Schutzgrund: landeskundliche Eigenarten. ND seit 2012, Höhe 20 m, Umfang 230 cm. | Rot-Buche    | ND 60 |
| mehr Fotos \| Fotos hochladen | Winterlinde am Holzweg von Steinbach    | Steinbach, Gemarkung Steinbach 50° 33′ 31,3″ N, 8° 46′ 20,9″ O | Winter-Linde auf der Annawiese nördlich von Steinbach. Schutzgrund: naturgeschichtliche Eigenarten. ND seit 2012, Höhe 24 m, Umfang 260 cm, Schutzfläche 452,39 m².                                      | Winter-Linde | ND 61 |
| BW                            | Eiche vor der Roterde                   | Albach, Gemarkung Albach 50° 33′ 41,2″ N, 8° 47′ 44,7″ O       | Stiel-Eiche in einem Baumbestand südlich des Wasserhäuschens. ND seit 2012, Höhe 24 m, Umfang 300 cm, Schutzfläche 452,39 m².                                                                            | Stiel-Eiche  | ND 62 |

Der Obst- und Gartenbauvereins (OGV) Albach will eine Linde und zwei Blutbuchen am Rotzenbühlsfeld in Albach als Naturdenkmale ausweisen lassen.